# فلوريان ناغل
فلوريان ناغل (بالألمانية: Florian Nagel)‏ (13 مارس 1992 بشتاده في ألمانيا - ) هو لاعب كرة قدم ألماني في مركز الوسط. لعب مع SV Drochtersen/Assel ‏ وفيردر بريمن 2 ‏ ونادي هسن كاسل.

## وصلات خارجية
- فلوريان ناغل على موقع قاعدة بيانات كرة القدم.إي يو (الإنجليزية)
- فلوريان ناغل على موقع بيانات كرة القدم. دي إي (الألمانية)
- فلوريان ناغل على موقع Soccerway.com (الإنجليزية)
- فلوريان ناغل على موقع عالم كرة القدم.نت (الإنجليزية)